# Bąków (powiat brzeski)
Bąków – wieś w Polsce położona w województwie opolskim, w powiecie brzeskim, w gminie Grodków.
W latach 1975–1998 miejscowość należała administracyjnie do województwa opolskiego.

## Historia
Miejscowość powstała w pierwszej połowie XIII w. W 1258 r. syn Henryka Pobożnego, książę wrocławski Henryk III Biały za wierną służbę nadał Wiglowi z Bąkowa 2 łany ziemi. Był on prawdopodobnie sołtysem i zasadźcą tej miejscowości.

## Zabytki
Do wojewódzkiego rejestru zabytków wpisany jest kościół filialny pw. św. Katarzyny, z poł. XIV w., XVI w.; powstały za czasów bp. Przecława z Pogorzeli w stylu gotyckim. Kościół powstał pod patronatem komturstwa maltańskiego z Małej Oleśnicy. W latach 1535–1945 był kościołem ewangelickim. Najciekawszy zabytek pochodzący z bąkowskiego kościoła to datowany na 1500 r. późnogotycki tryptyk, który obecnie znajduje się w Brzegu, w kościele pw. św. Mikołaja. Przedstawia on Świętą Rodzinę, a także sceny ewangeliczne oraz chrzcielnica wyrzeźbiona z kamienia z XV w. i ambona renesansowa z XVI w.